# Салина Круз (Салина Круз, Оахака)
Салина Круз (шп. Salina Cruz) насеље је у Мексику у савезној држави Оахака у општини Салина Круз. Насеље се налази на надморској висини од 22 м.

## Становништво
Према подацима из 2010. године у насељу је живело 76596 становника.

### Хронологија
| Година       | 2000                  | 2005                  | 2010                  |
| ------------ | --------------------- | --------------------- | --------------------- |
| Становништво | 72218 (34747 / 37471) | 71314 (34229 / 37085) | 76596 (36642 / 39954) |

### Попис
| \| \| м \| \| \| ж \| \| 0—2 \| 1.935 \| \| \| 1.805 \| \| 3—5 \| 1.950 \| \| \| 2.032 \| \| 6—11 \| 4.175 \| \| \| 4.057 \| \| 12—14 \| 2.090 \| \| \| 2.048 \| \| 15—17 \| 2.301 \| \| \| 2.288 \| \| 18—24 \| 4.318 \| \| \| 4.724 \| \| 60+ \| 3.491 \| \| \| 3.943 \| \| Просек : \| 29,9 \| \| \| 31,1 \| |       |  |  |       |
| |       |  |  |       |
| | м     |  |  | ж     |
| 0—2 | 1.935 |  |  | 1.805 |
| 3—5 | 1.950 |  |  | 2.032 |
| 6—11 | 4.175 |  |  | 4.057 |
| 12—14 | 2.090 |  |  | 2.048 |
| 15—17 | 2.301 |  |  | 2.288 |
| 18—24 | 4.318 |  |  | 4.724 |
| 60+ | 3.491 |  |  | 3.943 |
| Просек : | 29,9  |  |  | 31,1  |

| #   | Индикатор                                                                                        | Вредност |
| --- | ------------------------------------------------------------------------------------------------ | -------- |
| 1   | Становништво од 0 до 2 године                                                                    | 3740     |
| 2   | Мушко становништво од 0 до 2 године                                                              | 1935     |
| 3   | Женско становништво од 0 до 2 године                                                             | 1805     |
| 4   | Становништво са 3 и више година                                                                  | 72715    |
| 5   | Мушко становништво са 3 и више година                                                            | 34639    |
| 6   | Женско становништво са 3 и више година                                                           | 38076    |
| 7   | Становништво са 5 и више година                                                                  | 70052    |
| 8   | Мушко становништво са 5 и више година                                                            | 33315    |
| 9   | Женско становништво са 5 и више година                                                           | 36737    |
| 10  | Становништво са 12 и више година                                                                 | 60501    |
| 11  | Мушко становништво са 12 и више година                                                           | 28514    |
| 12  | Женско становништво са 12 и више година                                                          | 31987    |
| 13  | Становништво са 15 и више година                                                                 | 56363    |
| 14  | Мушко становништво са 15 и више година                                                           | 26424    |
| 15  | Женско становништво са 15 и више година                                                          | 29939    |
| 16  | Становништво са 18 и више година                                                                 | 51774    |
| 17  | Мушко становништво са 18 и више година                                                           | 24123    |
| 18  | Женско становништво са 18 и више година                                                          | 27651    |
| 19  | Становништво од 3 до 5 година                                                                    | 3982     |
| 20  | Мушко становништво од 3 до 5 година                                                              | 1950     |
| 21  | Женско становништво од 3 до 5 година                                                             | 2032     |
| 22  | Становништво од 6 до 11 година                                                                   | 8232     |
| 23  | Мушко становништво од 6 до 11 година                                                             | 4175     |
| 24  | Женско становништво од 6 до 11 година                                                            | 4057     |
| 25  | Становништво од 8 до 14 година                                                                   | 9650     |
| 26  | Мушко становништво од 8 до 14 година                                                             | 4866     |
| 27  | Женско становништво од 8 до 14 година                                                            | 4784     |
| 28  | Становништво од 12 до 14 година                                                                  | 4138     |
| 29  | Мушко становништво од 12 до 14 година                                                            | 2090     |
| 30  | Женско становништво од 12 до 14 година                                                           | 2048     |
| 31  | Становништво од 15 до 17 година                                                                  | 4589     |
| 32  | Мушко становништво од 15 до 17 година                                                            | 2301     |
| 33  | Женско становништво од 15 до 17 година                                                           | 2288     |
| 34  | Становништво од 18 до 24 године                                                                  | 9042     |
| 35  | Мушко становништво од 18 до 24 године                                                            | 4318     |
| 36  | Женско становништво од 18 до 24 године                                                           | 4724     |
| 37  | Женско становништво од 15 до 49 година                                                           | 22078    |
| 38  | Становништво са 60 и више година                                                                 | 7434     |
| 39  | Мушко становништво са 60 и више година                                                           | 3491     |
| 40  | Женско становништво са 60 и више година                                                          | 3943     |
| 41  | Однос између мушкараца и жена                                                                    | 91.71    |
| 42  | Становништво од нуле до 14 година                                                                | 20092    |
| 43  | Становништво од 15 до 64 године                                                                  | 51504    |
| 44  | Становништво од 65 година и више                                                                 | 4859     |
| 45  | Просечан број деце                                                                               | 2.1      |
| 46  | Становништво рођено у ентитету                                                                   | 64571    |
| 47  | Мушко становништво рођено у ентитету                                                             | 30507    |
| 48  | Женско становништво рођено у ентитету                                                            | 34064    |
| 49  | Становништво рођено у другом ентитету                                                            | 11670    |
| 50  | Мушко становништво рођено у другом ентитету                                                      | 5966     |
| 51  | Женско становништво рођено у другом ентитету                                                     | 5704     |
| 52  | Становништво од 5 година и више резидентно у ентитету у јуну 2005. године                        | 66527    |
| 53  | Мушко становништво старосног доба од 5 година и више, резидентно у ентитету у јуну 2005. године  | 31488    |
| 54  | Женско становништво старосног доба од 5 и више година, резидентно у ентитету у јуну 2005. године | 35039    |
| 55  | Становништво од 5 година и више које је живело у другом ентитету у јуну 2005. године             | 3026     |
| 56  | Мушко становништво старије од 5 година које је живело у другом ентитету у јуну 2005. године      | 1568     |
| 57  | Женско становништво старије од 5 година које је живело у другом ентитету у јуну 2005. године     | 1458     |
| 58  | Становништво од 3 године и више које говори аутохтони језик                                      | 3751     |
| 59  | Мушко становништво старо 3 године и више које говори аутохтони језик                             | 1653     |
| 60  | Женско становништво старо 3 године и више које говори аутохтони језик                            | 2098     |
| 61  | Становништво од 3 године и више које говори аутохтони језик и не говори шпански језик            | 10       |
| 62  | Мушко становништво старо 3 године и више које говори аутохтони језик и не говори шпански         | 2        |
| 63  | Женско становништво старо 3 године и више које говори аутохтони језик и не говори шпански језик  | 8        |
| 64  | Становништво старо 3 године и више које говори аутохтони језик и шпански                         | 3509     |
| 65  | Мушко становништво старо 3 године и више које говори аутохтони језик и шпански                   | 1564     |
| 66  | Женско становништво старо 3 године и више које говори аутохтони језик и шпански                  | 1945     |
| 67  | Становништво од 5 година и више које говори аутохтони језик                                      | 3743     |
| 68  | Становништво од 5 година и више које говори аутохтони језик и не говори шпански језик            | 10       |
| 69  | Становништво од 5 година и више које говори аутохтони језик и говори шпански језик               | 3504     |
| 70  | Становништво у домородачким домаћинствима                                                        | 9455     |
| 71  | Становништво са ограничењима у активностима                                                      | 2243     |
| 72  | Становништво са ограниченим ходањем или кретањем, горе или доле                                  | 1297     |
| 73  | Становници са ограничењима вида, чак и уз кориштење сочива                                       | 429      |
| 74  | Становништво са ограничењима говора, комуникације или конверзације                               | 233      |
| 75  | Становништво са ограниченим слухом                                                               | 200      |
| 76  | Становништво са ограничењима при одевању, купању или јелу                                        | 126      |
| 77  | Становништво са ограничењима у опажању или учењу једноставних ствари                             | 107      |
| 78  | Становништво са менталним ограничењима                                                           | 314      |
| 79  | Становништво без ограничења активности                                                           | 73709    |
| 80  | Становништво од 3 до 5 година које не похађа школу                                               | 1566     |
| 81  | Мушко становништво од 3 до 5 година које не похађа школу                                         | 798      |
| 82  | Женско становништво од 3 до 5 година које не похађа школу                                        | 768      |
| 83  | Становништво од 6 до 11 година које не похађа школу                                              | 143      |
| 84  | Мушко становништво од 6 до 11 година које не похађа школу                                        | 81       |
| 85  | Женско становништво од 6 до 11 година које не похађа школу                                       | 62       |
| 86  | Становништво од 12 до 14 година које не похађа школу                                             | 174      |
| 87  | Мушко становништво од 12 до 14 година које не похађа школу                                       | 100      |
| 88  | Женско становништво од 12 до 14 година које не похађа школу                                      | 74       |
| 89  | Становништво од 15 до 17 година похађа школу                                                     | 3756     |
| 90  | Мушко становништво од 15 до 17 година похађа школу                                               | 1879     |
| 91  | Женско становништво између 15 и 17 година живота у школи                                         | 1877     |
| 92  | Становништво од 18 до 24 године похађа школу                                                     | 3250     |
| 93  | Мушко становништво од 18 до 24 године похађа школу                                               | 1645     |
| 94  | Женско становништво од 18 до 24 године похађа школу                                              | 1605     |
| 95  | Становништво од 8 до 14 година које не може да чита и пише                                       | 192      |
| 96  | Мушко становништво старосног доба од 8 до 14 година које не може да чита и пише                  | 116      |
| 97  | Женско становништво старосног доби од 8 до 14 година које не може да чита и пише                 | 76       |
| 98  | Становништво од 15 година и више које је неписмено                                               | 2962     |
| 99  | Мушко становништво од 15 година и више које је неписмено                                         | 728      |
| 100 | Женско становништво од 15 година и више које је неписмено                                        | 2234     |
| 101 | Становништво старо 15 и више година без школовања                                                | 3525     |
| 102 | Мушко становништво старо 15 и више година без школовања                                          | 1005     |
| 103 | Женско становништво старо 15 и више година без школовања                                         | 2520     |
| 104 | Становништво старосног доба 15 и више година са непотпуним основним образовањем                  | 5527     |
| 105 | Мушко становништво старосног доба од 15 година и више са непотпуном основним образовањем         | 2272     |
| 106 | Женско становништво старосног доба 15 и више година са непотпуном основним образовањем           | 3255     |
| 107 | Становништво старо 15 и више година са комплетним основним образовањем                           | 8595     |
| 108 | Мушко становништво старо 15 година и више са комплетним основним образовањем                     | 3747     |
| 109 | Женско становништво старо 15 и више година са комплетним основним образовањем                    | 4848     |
| 110 | Становништво старосног доба 15 и више година са непотпуним средњим образовањем                   | 2694     |
| 111 | Мушко становништво старосног доба од 15 година и више са непотпуним средњим образовањем          | 1419     |
| 112 | Женско становништво старосног доба од 15 година и више са непотпуним средњим образовањем         | 1275     |
| 113 | Становништво старо 15 и више година са пуним секундарном образовањем                             | 12556    |
| 114 | Мушко становништво старосног доба од 15 година и више са пуним секундарном образовањем           | 5955     |
| 115 | Женско становништво старосног доба од 15 година и више са пуним секундарном образовањем          | 6601     |
| 116 | Становништво старије од 18 година са постосновним образовањем                                    | 21522    |
| 117 | Мушко становништво старије од 18 година са постосновним образовањем                              | 11135    |
| 118 | Женско становништво старије од 18 година са постосновним образовањем                             | 10387    |
| 119 | Просечна оцена школовања                                                                         | 9.16     |
| 120 | Просечан ниво образовања мушке популације                                                        | 9.72     |
| 121 | Просечан ниво образовања женског становништва                                                    | 8.66     |
| 122 | Економски активно становништво                                                                   | 30435    |
| 123 | Економски активна мушка популација                                                               | 19476    |
| 124 | Економски активна женска популација                                                              | 10959    |
| 125 | Становништво које није економски активно                                                         | 29827    |
| 126 | Мушко становништво које није економски активно                                                   | 8917     |
| 127 | Женско становништво које није економски активно                                                  | 20910    |
| 128 | Запослено становништво                                                                           | 28707    |
| 129 | Запослено мушко становништво                                                                     | 18083    |
| 130 | Запослено женско становништво                                                                    | 10624    |
| 131 | Незапослена популација                                                                           | 1728     |
| 132 | Незапослена мушка популација                                                                     | 1393     |
| 133 | Незапослена женска популација                                                                    | 335      |
| 134 | Становништво без права на здравствене услуге                                                     | 22326    |
| 135 | Становништво које има право на здравствене услуге                                                | 54033    |
| 136 | Становништво које има право на ИМСС                                                              | 15903    |
| 137 | Становништво које има право на социјално осигурање                                               | 5963     |
| 138 | Становништво које има право на државно социјално осигурање                                       | 111      |
| 139 | Становништво које има право на опште осигурање или здравствено осигурање за нову генерацију      | 12342    |
| 140 | Становништво које је било једном или није било у браку током 12 година и више                    | 20366    |
| 141 | Венчано или уједињено становништво од 12 година и више                                           | 33449    |
| 142 | Становништво које је било у браку или уједињено 12 година и више                                 | 6582     |
| 143 | Становништво са католичком религијом                                                             | 56085    |
| 144 | Протестанти, еванђелисти и библијски следбеници различити од еванђелиста                         | 11932    |
| 145 | Становништво са другим религијама различитим од претходних                                       | 38       |
| 146 | Становништво без религије                                                                        | 7688     |
| 147 | Укупно пописаних домаћинства                                                                     | 21636    |
| 148 | Пописна домаћинства на челу са мушкарцима                                                        | 15147    |
| 149 | Пописна домаћинства на челу са женама                                                            | 6489     |
| 150 | Становништво у пописним домаћинствима                                                            | 76435    |
| 151 | Становништво у пописним домаћинствима на челу са мушкарцима                                      | 56133    |
| 152 | Становништво у пописним домаћинствима на челу са женама                                          | 20302    |
| 153 | Укупно домаћинстава                                                                              | 26723    |
| 154 | Укупно насељених домаћинстава                                                                    | 21681    |
| 155 | Укупно приватних кућа                                                                            | 26678    |
| 156 | Насељени приватни домови                                                                         | 21636    |
| 157 | Укупно насељених приватних кућа                                                                  | 21677    |
| 158 | Ненасељене приватне куће                                                                         | 3828     |
| 159 | Појединачна домаћинства за привремену употребу                                                   | 1214     |
| 160 | Становници у насељеним приватним кућама                                                          | 76435    |
| 161 | Насељеност станара у приватним становима                                                         | 3.53     |
| 162 | Просечно становника по соби у приватним насељеним домаћинствима                                  | 1.08     |
| 163 | Појединачна домаћинства са подовима од различитих материјала од земље                            | 21019    |
| 164 | Појединачна домаћинства у приземљу                                                               | 505      |
| 165 | Појединачна домаћинства са једном спаваћом собом                                                 | 10301    |
| 166 | Појединачна домаћинства са две спаваће собе и више                                               | 11261    |
| 167 | Појединачна домаћинства са једним собом                                                          | 3142     |
| 168 | Појединачна домаћинства са две собе                                                              | 4878     |
| 169 | Појединачна домаћинства са 3 собе и више                                                         | 13533    |
| 170 | Појединачна домаћинства која имају електрично светло                                             | 21330    |
| 171 | Појединачна домаћинства која немају електрично светло                                            | 240      |
| 172 | Појединачна домаћинства која имају водоводну воду у стамбеном простору                           | 19758    |
| 173 | Појединачна домаћинства која немају водоводну воду у стамбеном простору                          | 1749     |
| 174 | Појединачна домаћинства која имају тоалет                                                        | 21289    |
| 175 | Појединачна домаћинства која имају канализацију                                                  | 21273    |
| 176 | Појединачна домаћинства која немају канализацију                                                 | 244      |
| 177 | Појединачна домаћинства која имају електрично светло, довод воде из јавне мреже и канализацију   | 19550    |
| 178 | Појединачна домаћинства без икаквих услова                                                       | 362      |
| 179 | Појединачна домаћинства која имају радио                                                         | 17083    |
| 180 | Појединачна домаћинства која имају телевизор                                                     | 20176    |
| 181 | Појединачна домаћинства која имају фрижидер                                                      | 19155    |
| 182 | Појединачна домаћинства која имају машину за веш                                                 | 14590    |
| 183 | Појединачна домаћинства која имају аутомобил или комби                                           | 7414     |
| 184 | Појединачна домаћинства која имају рачунар                                                       | 6110     |
| 185 | Појединачна домаћинства која имају фиксну телефонску линију                                      | 6684     |
| 186 | Појединачна домаћинства која имају мобилни телефон                                               | 17115    |
| 187 | Појединачна домаћинства која имају приступ интернету                                             | 3768     |
| 188 | Величина локације                                                                                | 10       |